# Addtech
Addtech är en svensk börsnoterad tekniklösningskoncern. Verksamheten består av 140 självständiga koncernbolag som säljer högteknologiska produkter och lösningar till kunder inom framförallt tillverkande industri och infrastruktur – med fokus på långsiktig hållbar tillväxt. Koncernen har en årsomsättning om drygt 14 miljarder SEK och 3 500 anställda.

## Historik
Addtech härstammar från Bergman & Beving-koncernen som grundades år 1906 och börsnoterades 1976. Uppdelningen av verksamheten i affärsområden, samt kombinationen av decentralisering och eget ansvar, var ledord på Bergman & Bevings tid, och har lagt grunden för den affärsfilosofi som idag genomsyrar Addtech. I början av 2000-talet delade Bergman & Beving upp verksamheten i tre självständiga bolag som var och en noterades på Nasdaq OMX Nordic Stockholm, även kallad Stockholmsbörsen. Uppdelningen skedde utifrån affärsområde, och tre nya bolag föddes; Bergman & Beving, numera B&B Tools, Lagercrantz Group och Addtech.
Addtech grundades i affärsområdet Bergman & Beving Industry som då hade en omsättning på knappt 2,5 miljarder kronor. Sedan Addtechs börsnotering 2001 har fler än 100 företagsförvärv genomförts.

## Affärsområden
Addtechs verksamhet är indelad i fem affärsområden: Automation, Electrification, Energy, Industrial Solutions och Process Technology.  
Addtech Automation erbjuder intelligenta lösningar, delsystem och komponenter för industriell automation, medicinteknik och infrastruktur.  
Addtech Electrification erbjuder batterilösningar, energieffektiva kraftlösningar samt komponenter och delsystem inom mekatronik.    
Addtech Energy erbjuder produkter för elöverföring, elinstallation samt säkerhetsprodukter främst inom trafik och hemmiljö. 
Addtech Industrial Solutions erbjuder lösningar och system mot primärt segmenten skog, specialfordon, mekanisk industri och avfall/återvinning. 
Addtech Process Technology erbjuder lösningar för mätning, kontroll och effektivisering av industriella flöden. 

## Marknad
Tyngdpunkten för Addtechs verksamhet ligger i Norden, men under senare år har även marknader utanför de nordiska länderna ökat i betydelse. De utomnordiska verksamheterna finns i Storbritannien, Tyskland, Österrike, , Schweiz, Polen, Estland, Lettland, Japan, USA och Kina. Därtill kommer export till ytterligare ett 20-tal länder.

## Samarbete med högskolor och universitet
Företaget är en av medlemmarna, benämnda Partners, i Handelshögskolan i Stockholms partnerprogram för företag som bidrar finansiellt till högskolan och nära samarbetar med den vad gäller forskning och utbildning.